# Bob Avakian
Bob Avakian (nascut a Washington DC el 7 de març de 1943) és el President del Partit Comunista Revolucionari dels Estats Units (RCP,USA), el major grup maoista dels Estats Units.

## Biografia
Net dels immigrants armenis, Avakian havia nascut a Washington DC, i ha crescut en Berkeley, Califòrnia. Ha assistit al liceu de Berkeley i a la Universitat de Califòrnia, Berkeley. S'ha fet polititzat en el Moviment de Llibertat d'Expressió (Free Speech Movement). Avakian era primer un dirigent de la Unió Revolucionària (Revolutionary Union). El 1975, Avakian ha fundat el Partit Comunista Revolucionari amb altres comprenent C. Clark Kissinger i Carl Dix, i ha estat bé al seu President. És un destacat teorista maoista, i segons els seus seguidors, la seva Nova Síntesi ha superat fins i tot el millor dels caps comunistes precedents.